# Liste des héritiers du trône de Luxembourg
Pour les articles homonymes, voir Trône (homonymie).
Depuis la création du grand-duché de Luxembourg en 1815, plusieurs héritiers se sont succédé pour la Couronne. Ils portent le titre de grand-duc héritier.

## Liste des héritiers du trône

### Maison d’Orange-Nassau
Lorsque la ligne du tableau prend la couleur coquille d’œuf, cela signifie que l’héritier du trône ne porte pas le titre de grand-duc héritier.
| Rang | Portrait  | Héritier                                                                                       | Période                                                    | Grand-duc     | Maison                                                       |
| ---- | --------- | ---------------------------------------------------------------------------------------------- | ---------------------------------------------------------- | ------------- | ------------------------------------------------------------ |
| —    | Guillaume | Guillaume Né le 6 décembre 1792 à La Haye — Mort le 17 mars 1849 à Tilbourg                    | 15 mars 1815 — 7 octobre 1840 (25 ans, 6 mois et 22 jours) | Guillaume Ier | Maison d’Orange-Nassau (fils de Guillaume Ier de Luxembourg) |
| —    | Guillaume | Guillaume Né le 17 février 1817 à Bruxelles — Mort le 23 novembre 1890 à Apeldoorn             | 7 octobre 1840 — 17 mars 1849 (8 ans, 5 mois et 10 jours)  | Guillaume II  | Maison d’Orange-Nassau (fils de Guillaume II de Luxembourg)  |
| —    | Guillaume | Guillaume Né le 4 septembre 1840 à La Haye — Mort le 11 juin 1879 à Paris                      | 17 mars 1849 — 11 juin 1879 (30 ans, 2 mois et 25 jours)   | Guillaume III | Maison d’Orange-Nassau (fils de Guillaume III de Luxembourg) |
| —    | Alexandre | Alexandre Né le 25 août 1851 à La Haye — Mort le 21 juin 1884 à La Haye                        | 11 juin 1879 — 21 juin 1884 (5 ans et 10 jours)            | Guillaume III | Maison d’Orange-Nassau (fils de Guillaume III de Luxembourg) |
| —    | Adolphe   | Adolphe, duc de Nassau Né le 24 juillet 1817 à Biebrich — Mort le 17 novembre 1905 à Lenggries | 21 juin 1884 — 23 novembre 1890 (6 ans, 5 mois et 2 jours) | Guillaume III | Maison de Nassau-Weilbourg (fils de Guillaume Ier de Nassau) |

### Maison de Nassau-Weilbourg
Lorsque la ligne du tableau prend la couleur coquille d’œuf, cela signifie que l’héritier du trône ne porte pas le titre de grand-duc héritier.
| Rang | Portrait                                                | Héritier | Période                                                         | Grand-duc      | Maison                                                           |
| ---- | ------------------------------------------------------- | --- | --------------------------------------------------------------- | -------------- | ---------------------------------------------------------------- |
| 1    | Guillaume, grand-duc héritier de Luxembourg             | Guillaume, grand-duc héritier Né le 22 avril 1852 à Biebrich — Mort le 25 février 1912 à Colmar-Berg                | 23 novembre 1890 — 17 novembre 1905 (21 ans, 3 mois et 2 jours) | Adolphe        | Maison de Nassau-Weilbourg (fils d’Adolphe de Luxembourg)        |
| 2    | Marie-Adélaïde, grande-duchesse héritière de Luxembourg | Marie-Adélaïde, grande-duchesse héritière Née le 14 juin 1894 à Colmar-Berg — Morte le 24 janvier 1924 à Hohenbourg | 17 novembre 1905 — 25 février 1912 (6 ans, 3 mois et 8 jours)   | Guillaume IV   | Maison de Nassau-Weilbourg (fille de Guillaume IV de Luxembourg) |
| —    | Charlotte, princesse de Luxembourg                      | Charlotte Née le 23 janvier 1896 à Colmar-Berg — Morte le 9 juillet 1985 à Fischbach                                | 25 février 1912 — 15 janvier 1919 (6 ans, 10 mois et 21 jours)  | Marie-Adélaïde | Maison de Nassau-Weilbourg (fille de Guillaume IV de Luxembourg) |
| —    | Hilda, princesse de Luxembourg                          | Hilda Née le 15 février 1897 à Colmar-Berg — Morte le 8 septembre 1979 à Colmar-Berg                                | 15 janvier 1919 — 5 janvier 1921 (1 an, 11 mois et 21 jours)    | Charlotte      | Maison de Nassau-Weilbourg (fille de Guillaume IV de Luxembourg) |
| 3    | Jean, grand-duc héritier de Luxembourg                  | Jean, grand-duc héritier Né le 5 janvier 1921 à Colmar-Berg — Mort le 23 avril 2019 à Luxembourg                    | 5 janvier 1921 — 12 novembre 1964 (43 ans, 8 mois et 7 jours)   | Charlotte      | Maison de Bourbon-Parme (fils de Charlotte de Luxembourg)        |

### Maison de Bourbon-Parme
| Rang | Portrait                                    | Héritier                                                          | Période                                                         | Grand-duc | Maison                                                |
| ---- | ------------------------------------------- | ----------------------------------------------------------------- | --------------------------------------------------------------- | --------- | ----------------------------------------------------- |
| 4    | Henri, grand-duc héritier de Luxembourg     | Henri, grand-duc héritier Né le 16 avril 1955 à Betzdorf          | 12 novembre 1964 — 7 octobre 2000 (35 ans, 11 mois et 26 jours) | Jean      | Maison de Bourbon-Parme (fils de Jean de Luxembourg)  |
| 5    | Guillaume, grand-duc héritier de Luxembourg | Guillaume, grand-duc héritier Né le 11 novembre 1981 à Luxembourg | Depuis le 7 octobre 2000 (24 ans, 6 mois et 7 jours)            | Henri     | Maison de Bourbon-Parme (fils de Henri de Luxembourg) |

## Armes

### Orange-Nassau
De 1815 à 1884, sous la monarchie néerlandaise des Orange-Nassau, l’héritier présomptif du trône luxembourgeois, qui est aussi héritier du trône des Pays-Bas, prince d’Orange, porte les armes suivantes, :
|  |  | Écartelé : aux I et IV : d’azur, semé de billettes, au lion coiffé d’une couronne fermée, le tout d’or, armé et lampassé de gueules, tenant dans sa patte dextre un faisceau de sept flèches d’argent, pointées et empennées d’or, et dans sa patte senestre, une épée d’argent, garnie d’or, brochant sur le tout [Pays-Bas], aux II et III : contre-écartelé, aux I et IV de gueules, à la bande d’or [Chalon], et d. aux II et III d’or, au cor de chasse d’azur, virolé et lié de gueules [Orange] ; sur-le-tout-du-tout de cinq points d’or équipolés à quatre d’azur [Genevois]. |

### Nassau-Weilbourg
À partir de 1890, compte tenu du changement dynastique au sein de la maison de Nassau s’agissant de la monarchie luxembourgeoise, le nouveau grand-duc, Adolphe, de la maison de Nassau-Weilbourg, adopte de nouvelles armes :
|  |  | Burelé de dix pièces d’argent et d’azur au lion de gueules à la queue fourchée et passée en sautoir, armé, lampassé et couronné d’or brochant [Luxembourg], l’épaule du lion chargé d’un écusson d’azur semé de billettes d’or au lion couronné du second armé et lampassé de gueules brochant [maison de Nassau]. |